# Zero9
Zero9 è il secondo EP pubblicato nel 2009 del rapper italiano Raige in free download digitale.
L'Extended play è composto da 8 tracce, un mix di inediti ed editi, nei quali troviamo le produzioni di più artisti: Big Joe, Rayden, Tyre, Luda e Marco Zangirolami. In featuring nella traccia A mani nude troviamo Ensi & Rayden dei OneMic uscito come unico estratto il 31 gennaio 2010.

## Tracce
1. Intro – 1:23
2. A mani nude (feat. Ensi & Rayden) – 3:45
3. Ep Hours – 3:56
4. L'amore che dai (ritorna) – 3:45
5. 7 passi dalla luna – 3:19
6. Ancora – 4:57
7. Ci sarà (Remix) – 4:02
8. L'unica (Remix) – 3:49